# Хјулет Нек (Њујорк)
Хјулет Нек (енгл. Hewlett Neck) град је у америчкој савезној држави Њујорк.

## Демографија
По попису из 2010. године број становника је 445, што је 59 (-11,7%) становника мање него 2000. године.
| Група             | 2000.       | 2010.       |
| Белци             | 493 (97,8%) | 407 (91,5%) |
| Афроамериканци    | 4 (0,8%)    | 17 (3,8%)   |
| Азијати           | 1 (0,2%)    | 9 (2,0%)    |
| Хиспаноамериканци | 5 (1,0%)    | 9 (2,0%)    |
| Укупно            | 504         | 445         |